# Bäckahästen (restaurang)

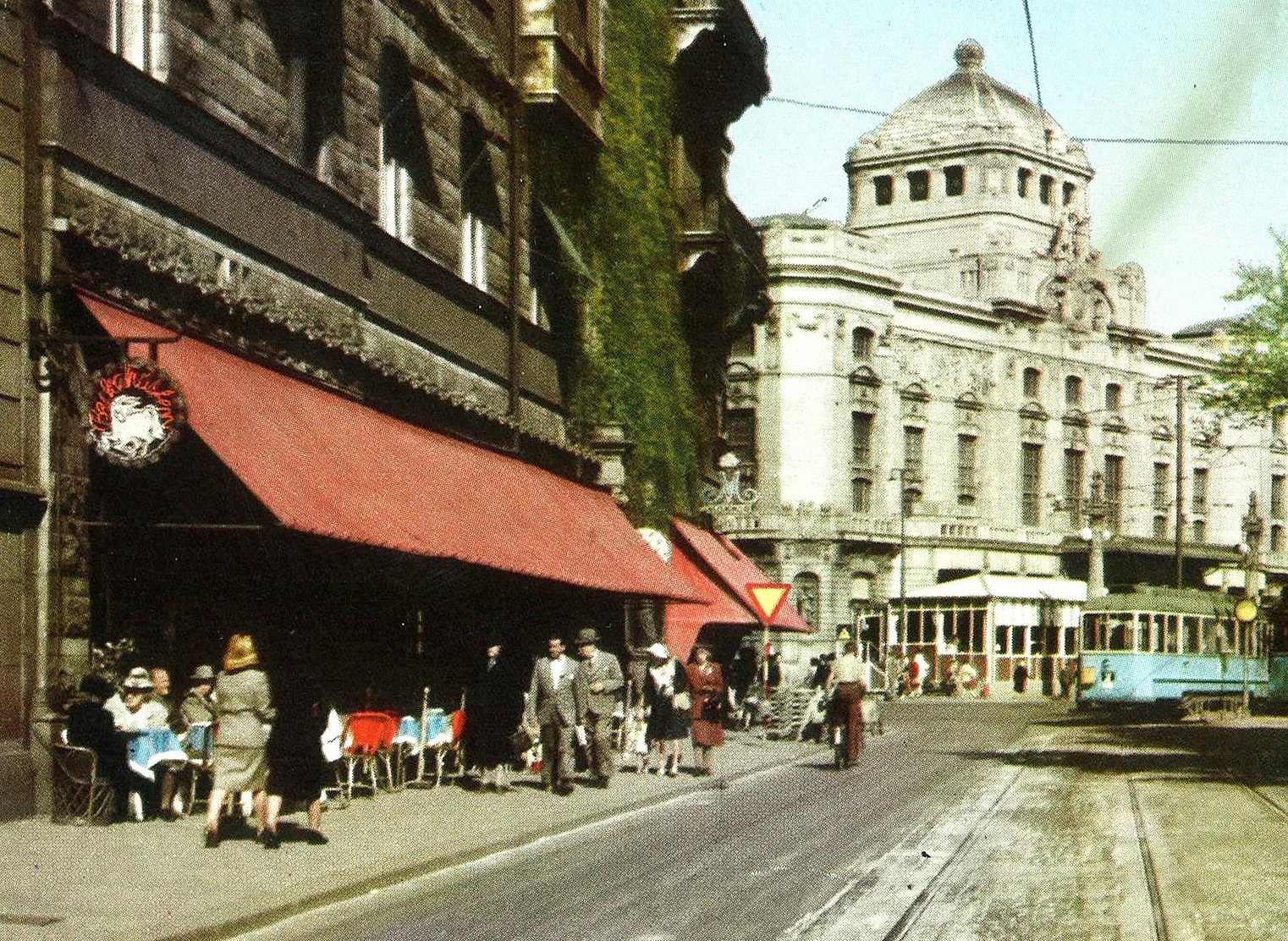
Bäckahästen, Hamngatan på 1950-talet.

Restaurang Bäckahästen låg på Hamngatan 2 på Norrmalm i Stockholm. Stället öppnade i mitten av 1920-talet och stängde i början av 2000-talet. På platsen finns idag (2019) nattklubben och nattbistron FOU.

## Historik
Bäckahästen öppnades i mitten av 1920-talet av källarmästaren och kokboksförfattaren Sten Hellberg som också drev restaurangerna Bellmansro på Djurgården och närbelägna Brända tomten vid Stureplan. Namnet kom från bäckahäst som i nordisk mytologi var bäckens ande eller Näcken i hästskepnad. Så fanns även en vit, hoppande häst i restaurangens logo och på fasadens flaggskylt. Läget var det bästa tänkbara med Hallwylska palatset som granne och Dramaten samt Berzelii park över gatan.
Hellberg var teater- och konstintresserad och skapade en teaterliknande atmosfär i restaurangens olika rum vilka fick fantasifulla namn som Jungfruburen och i ett av rummen stod Rusthållarbordet och i ett annat Lanners springbrunn uppkallad efter skulptören Olga Lanner som hade skapat den. Bäckahästen hörde, tillsammans med Brända tomten, till Stockholms restauranger där kvinnliga gäster kunde avnjuta en middag även utan manlig sällskap, under förutsättning att de inte uppfattades som ”framfusiga”. Menyn dominerades av finare fransk-svenska maträtter.
Genom en ombyggnad i slutet av 1930-talet förstorades lokalen in i grannfastigheten med adress Birger Jarlsgatan 3 där Hellberg öppnade sin restaurang Beckasinen med egen ingång.

### Interiörbilder (Gamla Bäckahästen)
Den kände fotografen Henry B. Goodwin besökte Bäckahästen mellan 1928 och 1930 och tog en serie bilder som visar Hellbergs teaterliknande interiör:

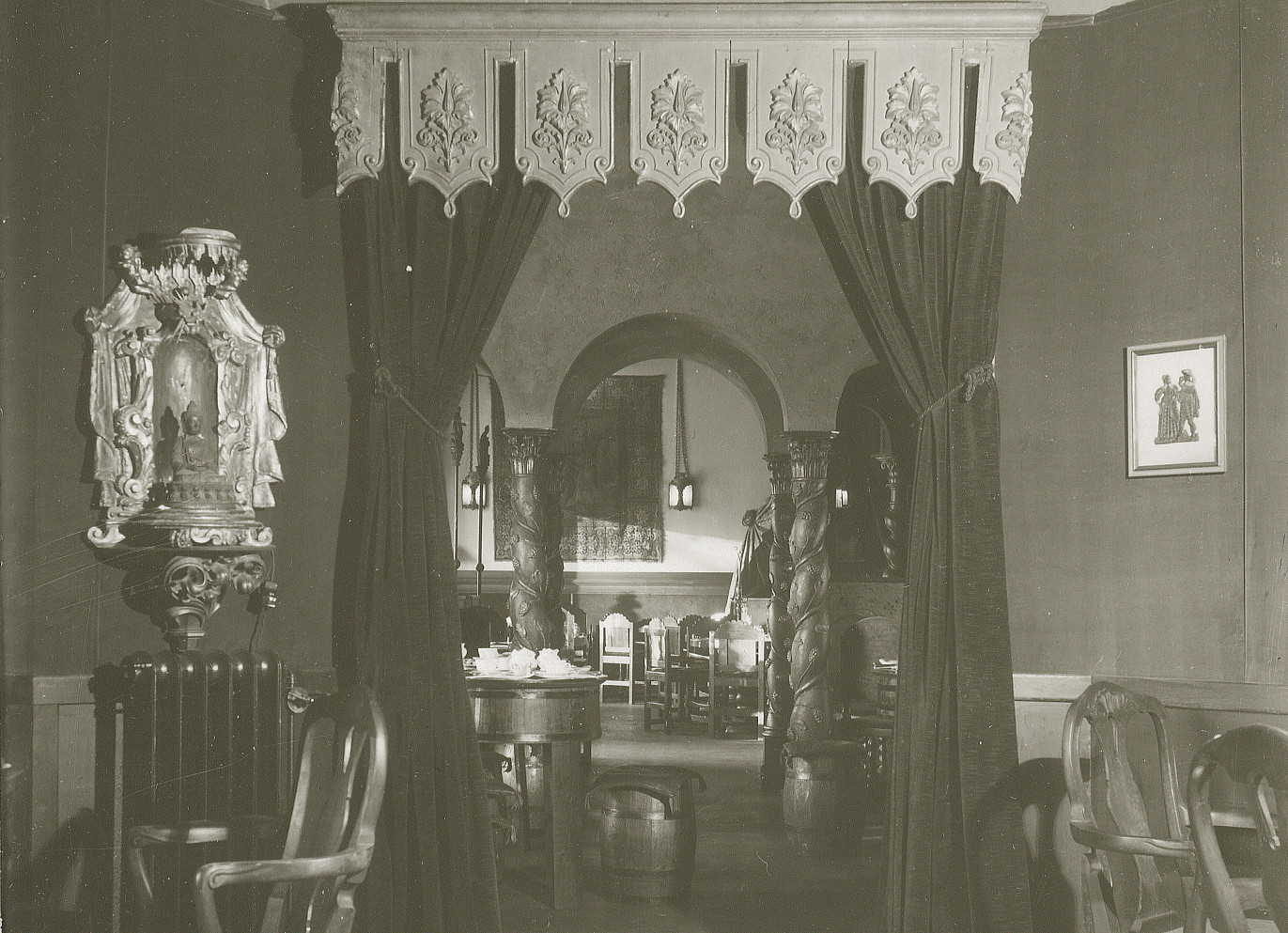
1928
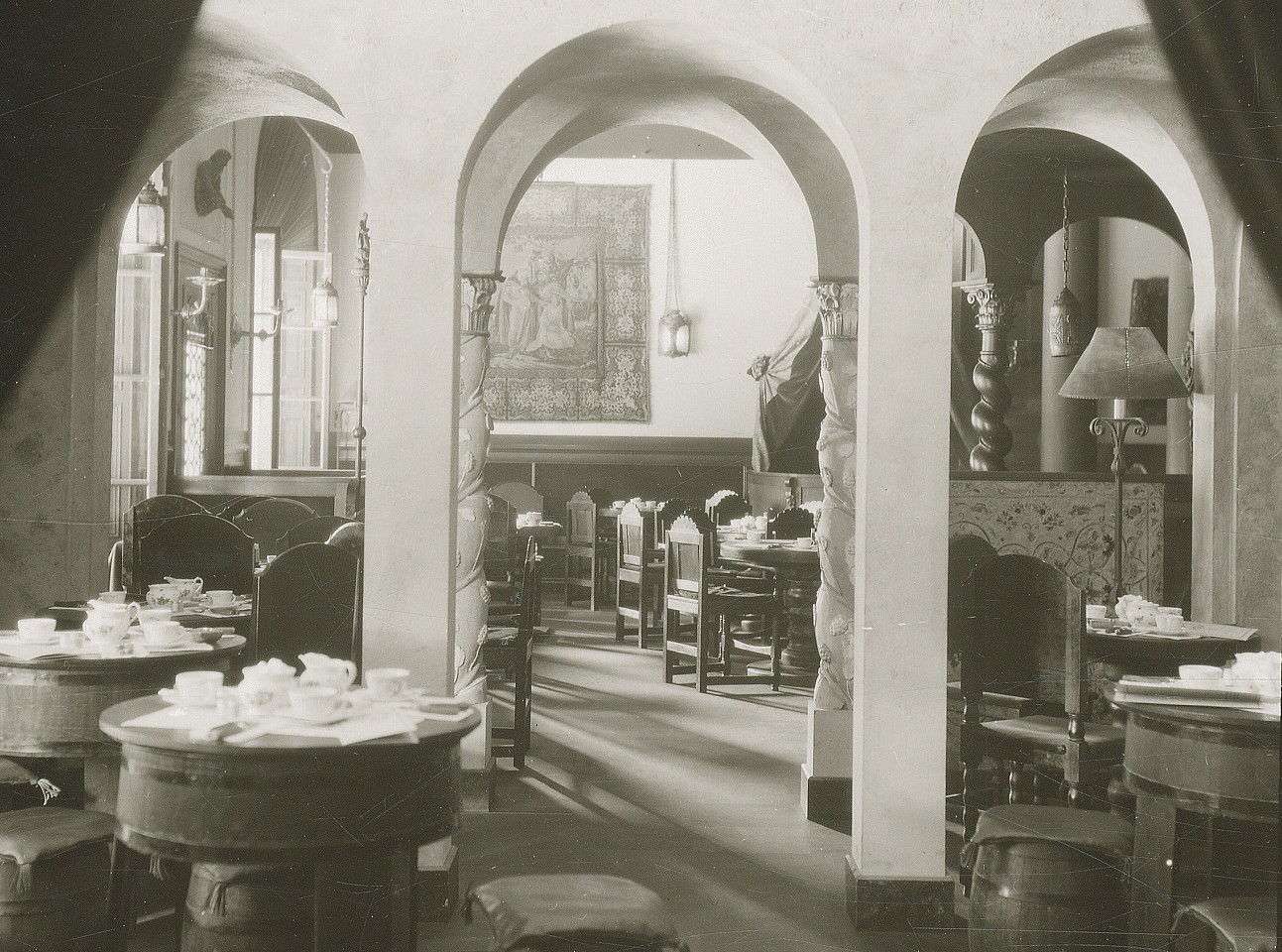
1928
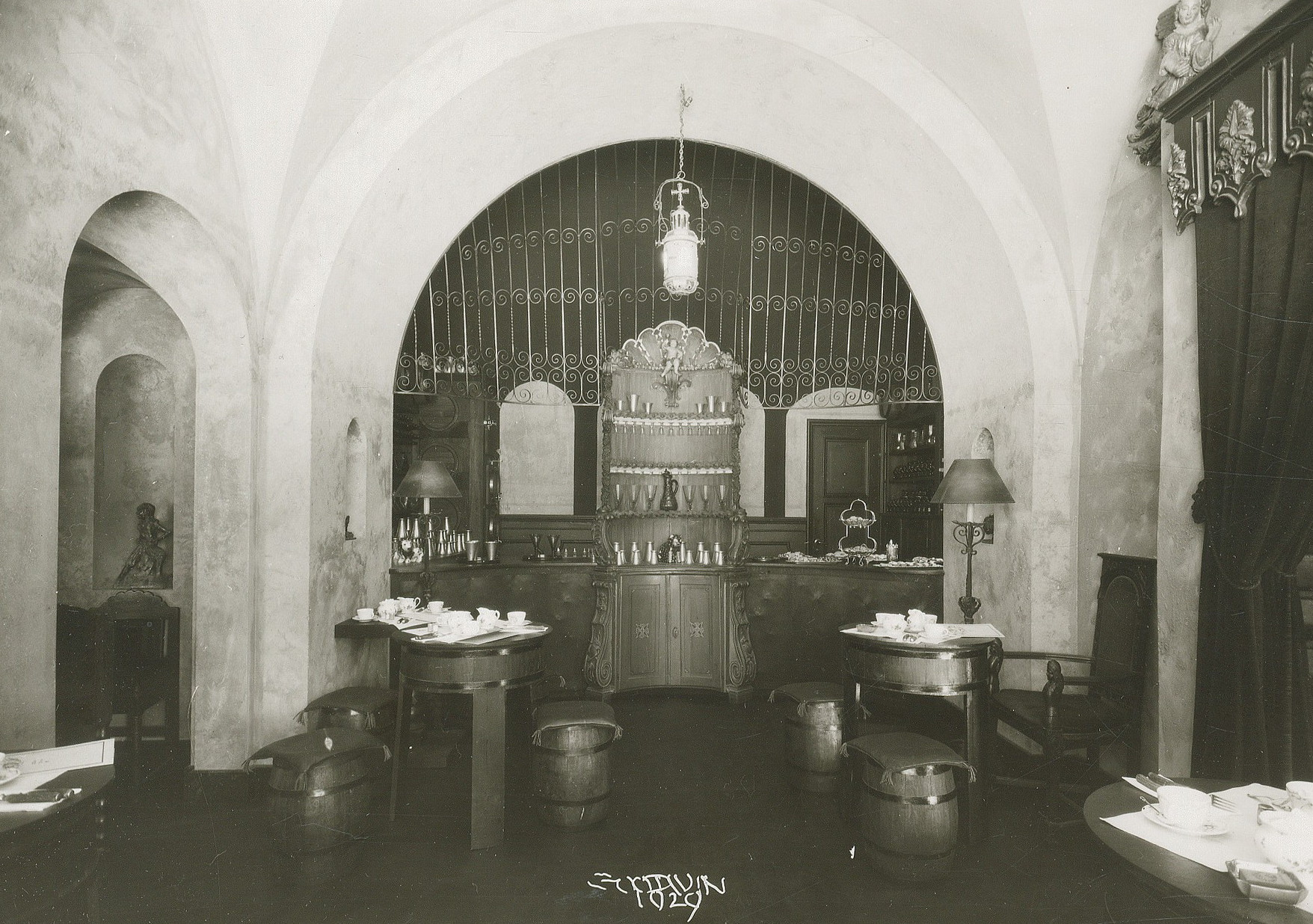
1929
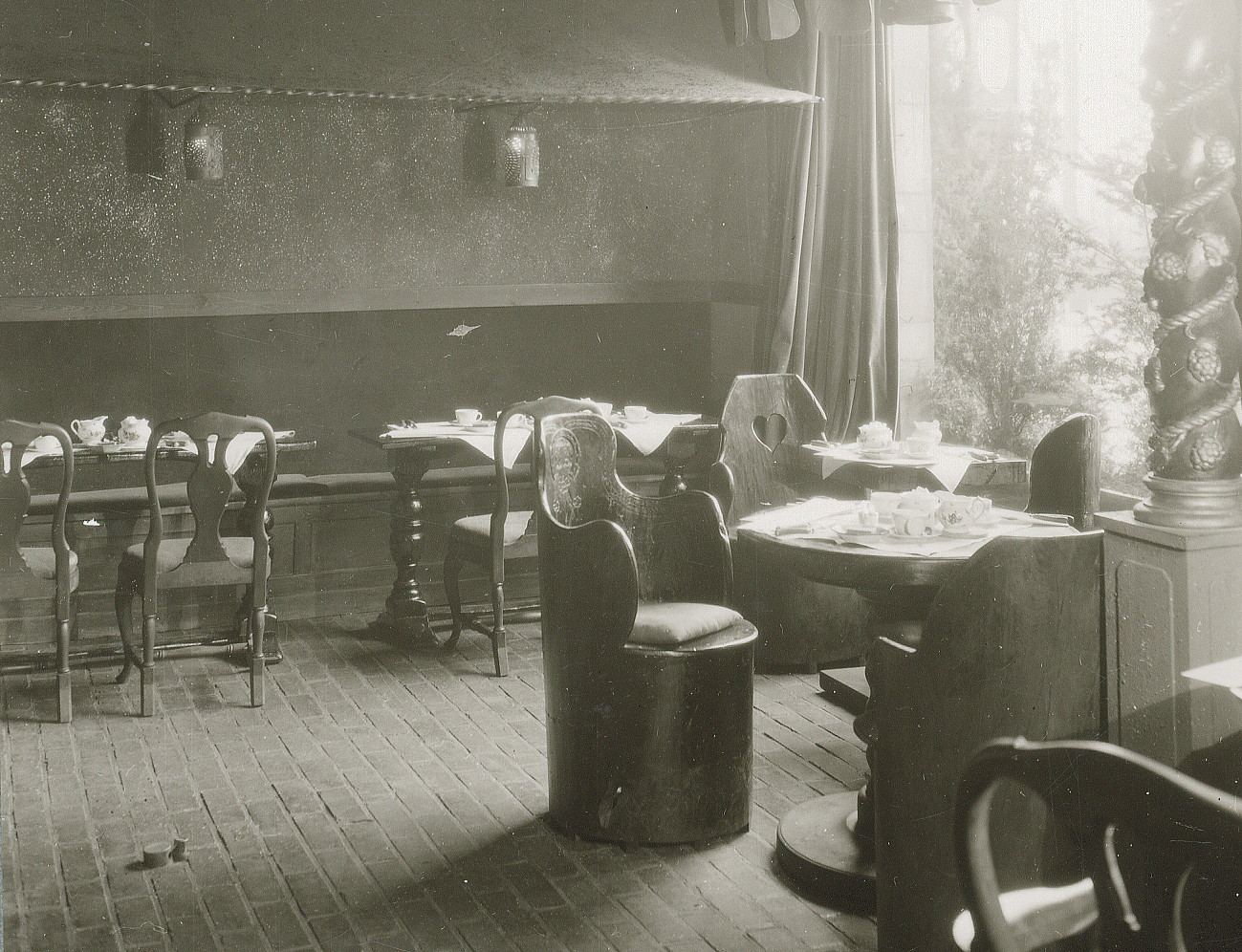
1930

### Nya Bäckahästen
År 1946 sålde Hellberg sina restauranger (utom Bellmansro). Bäckahästen vandrade genom flera händer tills ICA-restauranger 1953 förvärvade stället tillsammans med systerkrogen Brända tomten. I samband med en omfattande modernisering försvann teaterkulisserna och båda restaurangerna blev till företagets "förnämliga vinrestauranger" som "uppskattas av hela familjen både till vardag och fest". 1982 avvecklades ICA-restauranger och Bäckahästen fick nya ägare. Omkring 2002 döptes restaurangen om till Berzelii Bar. Idag (2019) finns här nattklubben och nattbistron FOU.

### Interiörbilder (Nya Bäckahästen)
Bäckahästen besöktes 1955 av arkitekturfotografen Sune Sundahl som dokumenterade interiören:

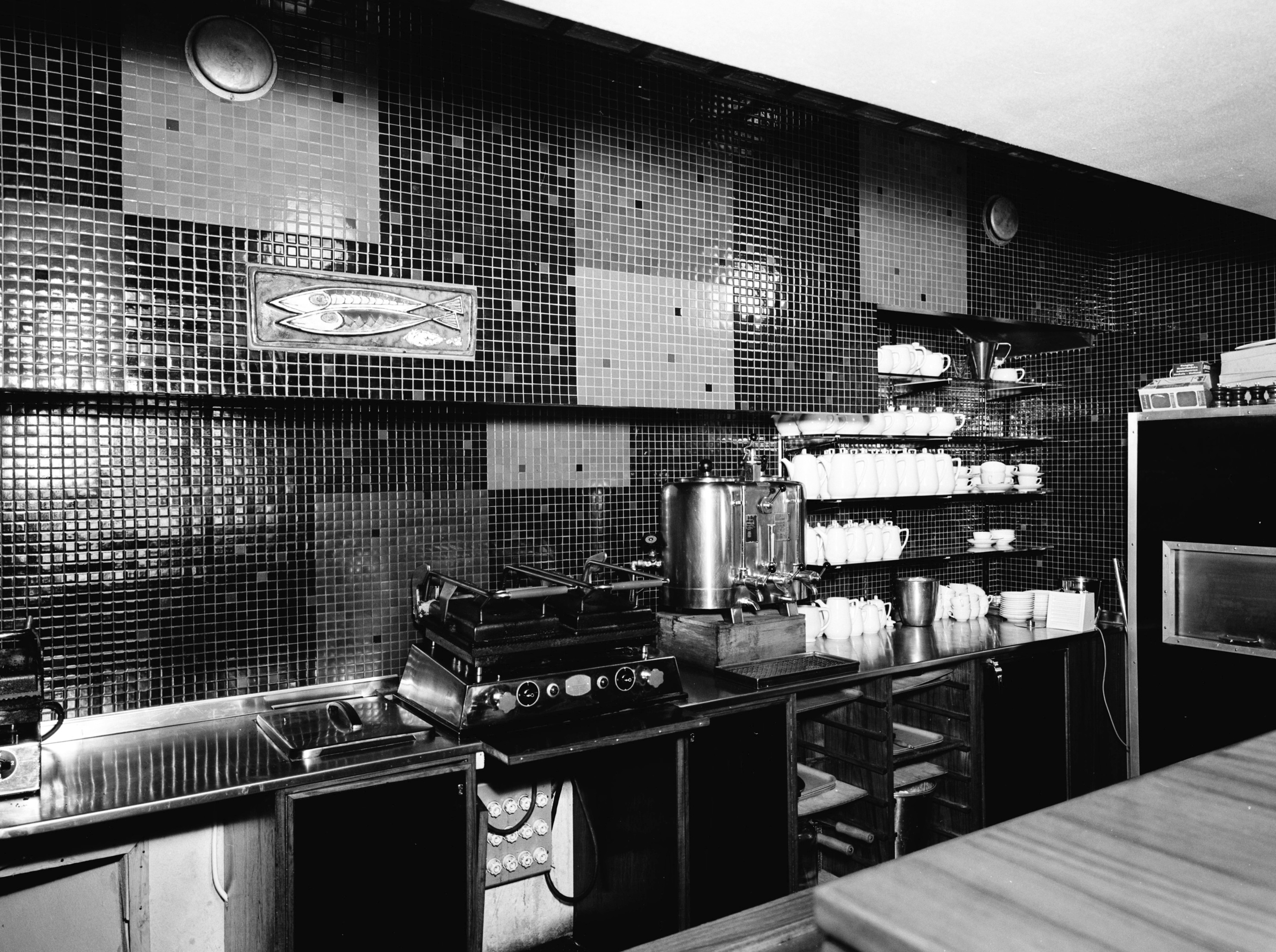
Barköket.
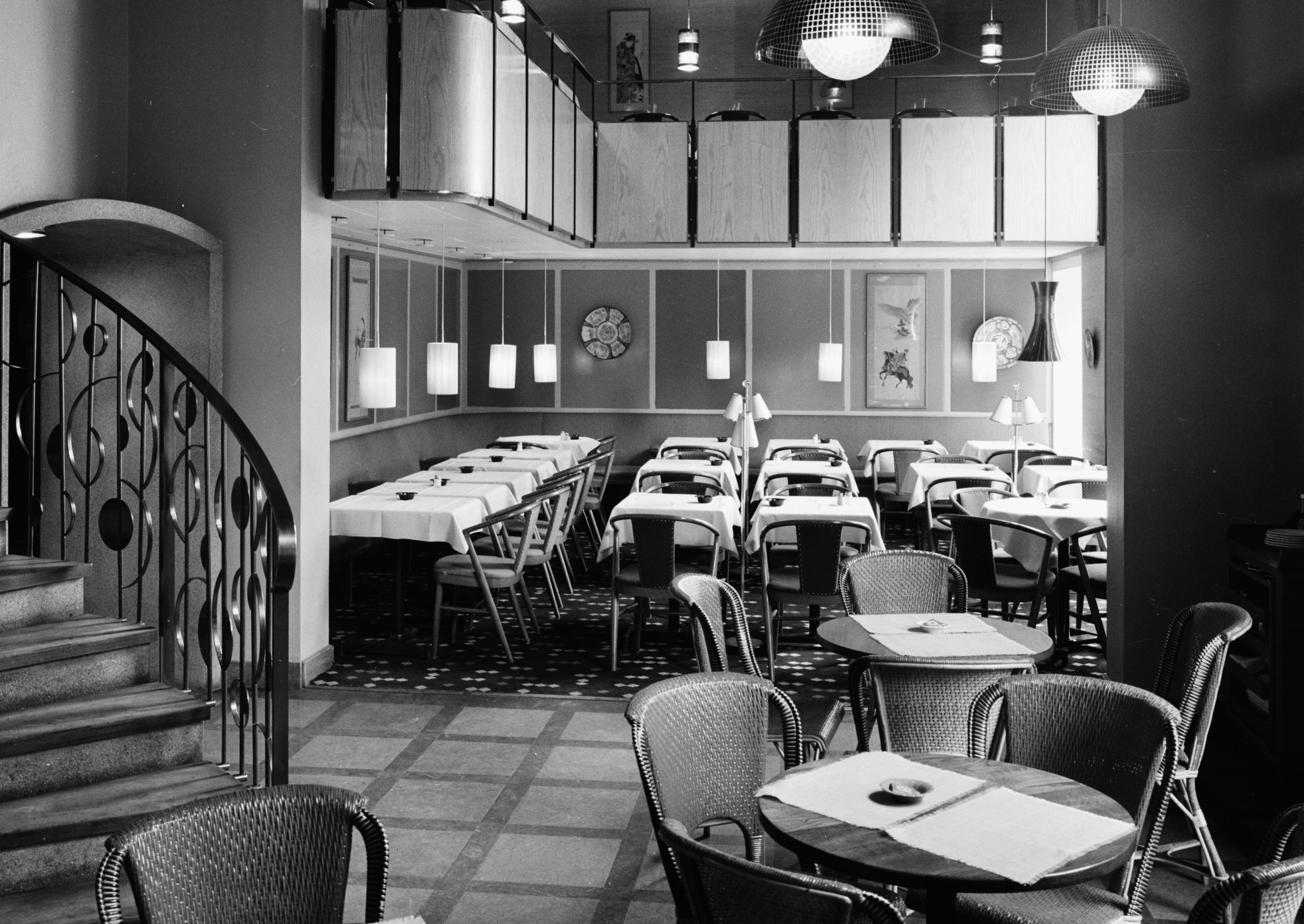
Matsalen.
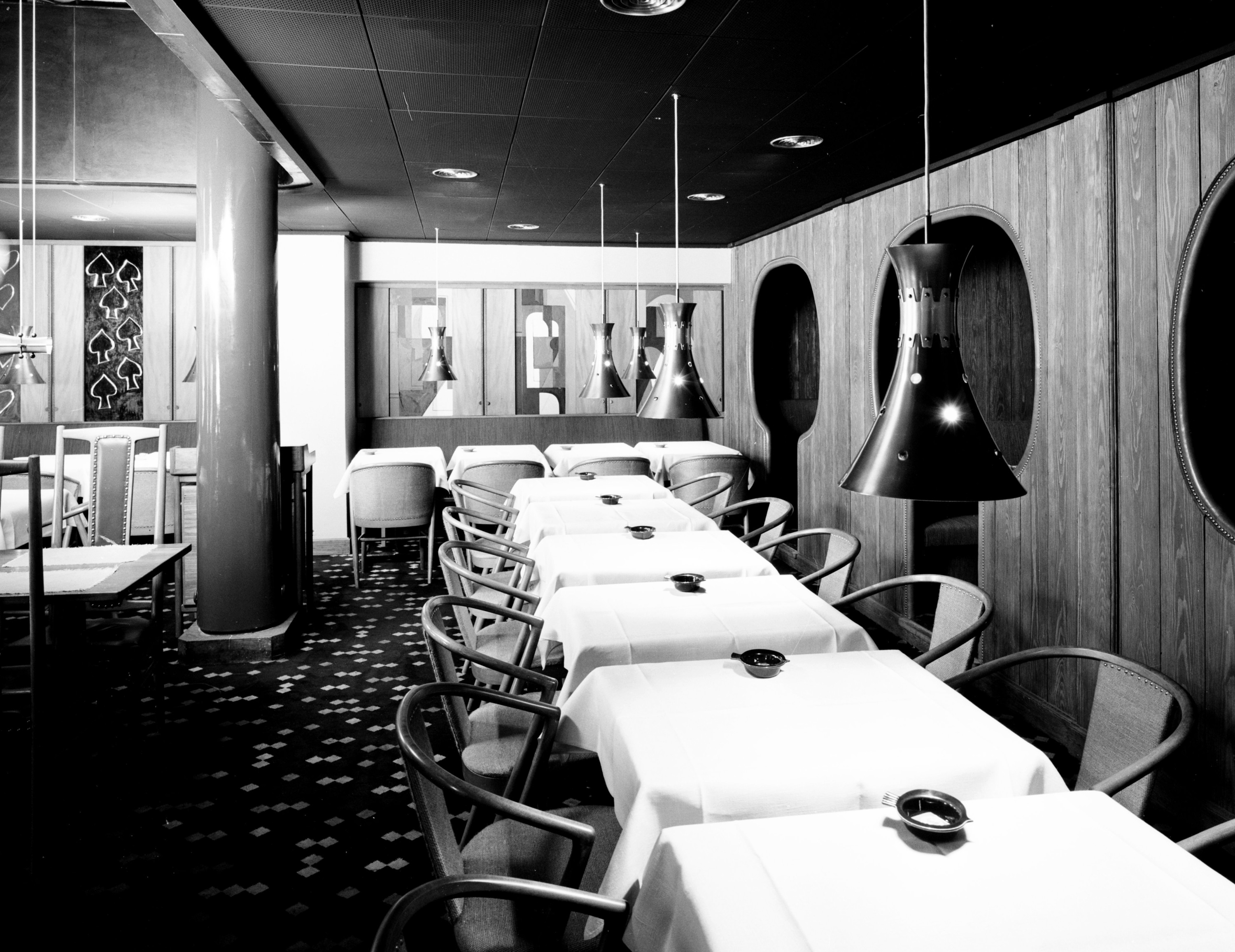
Matsalen.
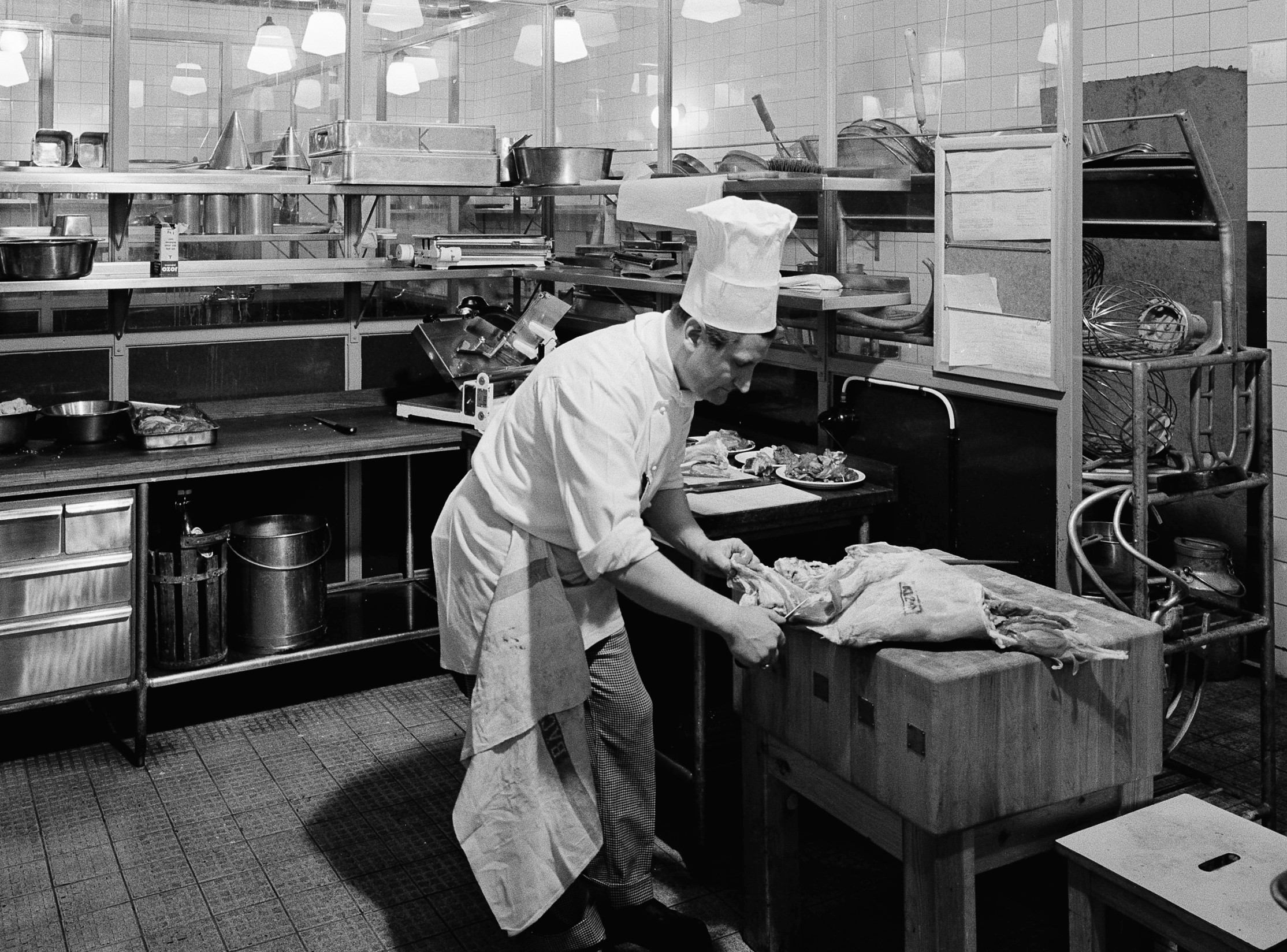
Storköket.

## Källor

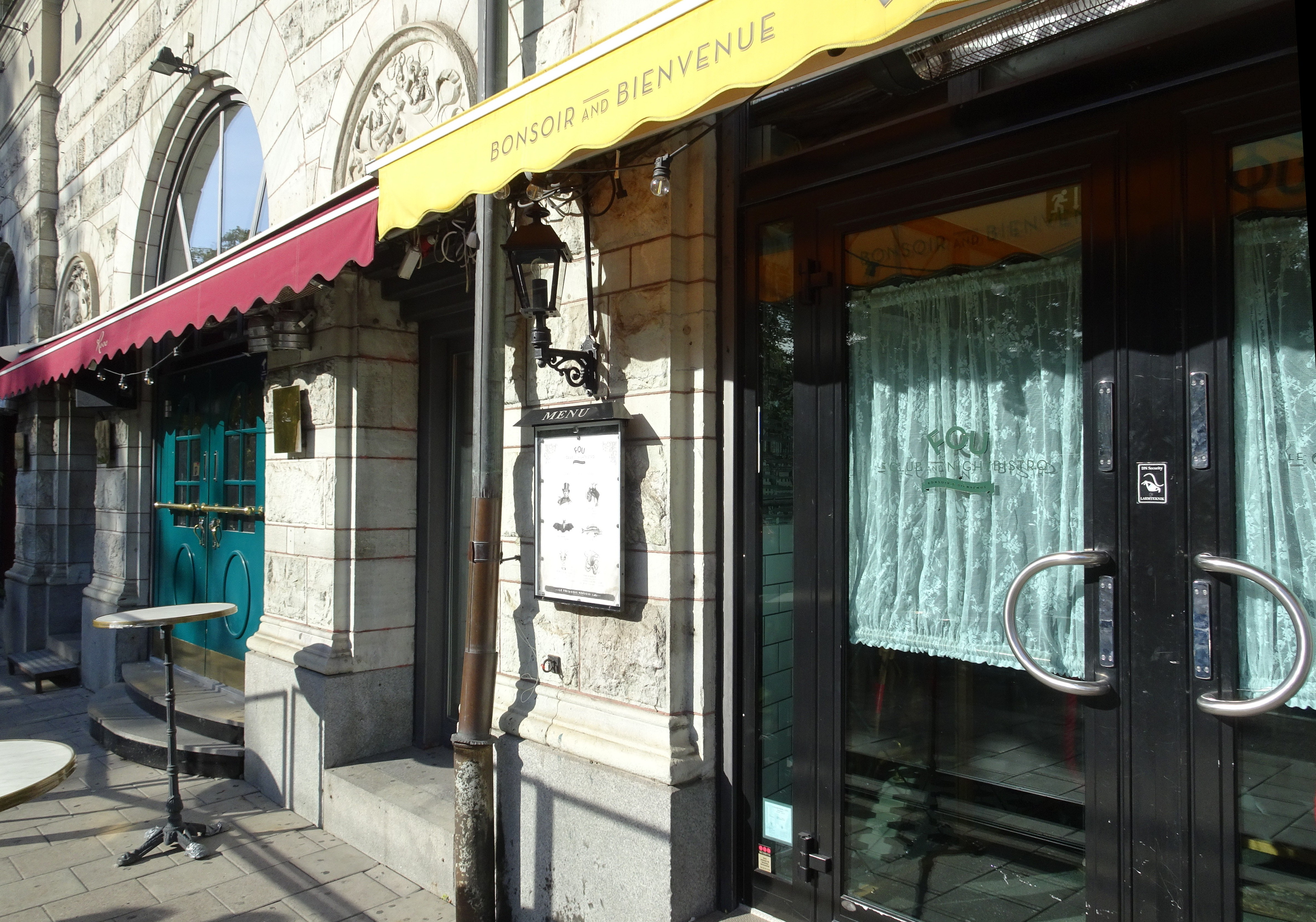
Hamngatan 2, tidigare entré till restaurang Bäckahästen, september 2019.